# Astragalus accidens
Astragalus accidens es una  especie de planta herbácea perteneciente a la familia de las leguminosas. Es originaria de Norteamérica
Es una planta herbácea perennifolia, originaria de Norteamérica, distribuyéndose por Estados Unidos en California y Oregón.

## Taxonomía
Astragalus accidens fue descrita por   Sereno Watson y publicado en Proceedings of the American Academy of Arts and Sciences 22(2): 471. 1887.
Etimología
Astragalus: nombre genérico derivado del griego clásico άστράγαλος y luego del Latín astrăgălus aplicado ya en la antigüedad, entre otras cosas, a algunas plantas de la familia Fabaceae, debido a la forma cúbica de sus semillas parecidas a un hueso del pie.
accidens: epíteto latíno que significa " caer hacia adelante", en alusión a los tallos y vainas. Muchos de los nombres que tienen -dens como sufijo se relacionan con los dientes.
Sinonimia
- Hesperonix accidens (S.Watson) Rydb

var. hendersonii (S.Watson) M.E.Jones
- Astragalus accidens var. pacificus (E.Sheld.) M.E.Jones
- Astragalus cymatodes Greene
- Astragalus hendersoni S.Watson
- Astragalus pacificus E.Sheld.
- Astragalus pruniformis M.E.Jones
- Astragalus watsoni E.Sheld.
- Hesperonix watsonii (E.Sheld.) Rydb.